# Fissidens palmifolius
Fissidens palmifolius là một loài Rêu trong họ Fissidentaceae. Loài này được (P. Beauv.) Broth. mô tả khoa học đầu tiên năm 1901.